# Vilmos Hernádi
Vilmos Hernádi (* 1917 in Budapest; † 1988 ebenda) war ein ungarischer Fußballschiedsrichter.

## Sportlicher Werdegang
Hernádi leitete in den 1950er Jahren Spiele in der NB I und rückte 1954 auf die FIFA-Schiedsrichterliste. Durch das Absenken der Altersgrenze in Ungarn von 50 auf 45 Jahre 1962 wurde seine Schiedsrichterlaufbahn abrupt beendet. 
Hernádi pfiff auf internationaler Ebene etliche Vereinsspiele, zudem wurde er regelmäßig als Linienrichter eingesetzt. 1959 leitete er mit der Partie zwischen der Sowjetunion und der Tschechoslowakei ein Länderspiel. Im Europapokal der Pokalsieger kam er bei der ersten Ausgabe 1960/61 – seinerzeit noch inoffiziell, im folgenden Jahr aber von der UEFA rückwirkend anerkannt – zu Endspielehren, als er das Finalrückspiel zwischen der AC Florenz und den Glasgow Rangers leitete.